# Tito Nordio
Tito Nordio (Trieste, 17 de marzo de 1908-Trieste, 13 de octubre de 1959) fue un deportista italiano que compitió en vela en la clase Star. Ganó una medalla de bronce en el Campeonato Mundial de Star de 1953 y una medalla de oro en el Campeonato Europeo de Star de 1947.

## Palmarés internacional
| Campeonato Mundial | Campeonato Mundial | Campeonato Mundial | Campeonato Mundial |
| Año                | Lugar              | Medalla            | Clase              |
| ------------------ | ------------------ | ------------------ | ------------------ |
| 1953               | Nápoles (Italia)   | Medalla de bronce  | Star               |
| Campeonato Europeo |                    |                    |                    |
| Año                | Lugar              | Medalla            | Clase              |
| 1947               | ND                 | Medalla de oro     | Star               |